# (73599) 3012 T-2
(73599) 3012 T-2 – planetoida z pasa głównego asteroid okrążająca Słońce w ciągu 3,15 lat w średniej odległości 2,15 j.a. Odkryta 30 września 1973 roku.